# Eleições europeias de 2024 no distrito de Castelo Branco
| Eleições parlamentares europeias de 2024 Distritos: Aveiro \| Beja \| Braga \| Bragança \| Castelo Branco \| Coimbra \| Évora \| Faro \| Guarda \| Leiria \| Lisboa \| Portalegre \| Porto \| Santarém \| Setúbal \| Viana do Castelo \| Vila Real \| Viseu \| Açores \| Madeira \| Estrangeiro |

## Resultados no distrito de Castelo Branco
| Partido                 | Partido                                  | Votos   | %               | +/-   |
| ----------------------- | ---------------------------------------- | ------- | --------------- | ----- |
|                         | Partido Socialista                       | 30 044  | 37,94 / 100,00  | 1,16  |
|                         | Aliança Democrática (PPD/PSD-CDS-PP-PPM) | 23 174  | 29,26 / 100,00  | 2,98  |
|                         | CHEGA                                    | 8 377   | 10,58 / 100,00  | -     |
|                         | Iniciativa Liberal                       | 5 133   | 6,48 / 100,00   | 5,99  |
|                         | Bloco de Esquerda                        | 3 112   | 3,93 / 100,00   | 6,05  |
|                         | Coligação Democrática Unitária (PCP-PEV) | 2 414   | 3,05 / 100,00   | 1,76  |
|                         | LIVRE                                    | 2 214   | 2,80 / 100,00   | 1,52  |
|                         | Alternativa Democrática Nacional         | 1 221   | 1,54 / 100,00   | 1,09  |
|                         | Outros (com menos de 1,00%)              | 1 656   | 2,10 / 100,00   |       |
| Votos Inválidos         | Votos Inválidos                          | 1 852   | 2,34 / 100,00   | 5,58  |
| Total                   | Total                                    | 79 197  | 100,00 / 100,00 |       |
| Eleitorado/Participação | Eleitorado/Participação                  | 163 321 | 48,49 / 100,00  | 13,71 |

## Resultados por concelho
Os resultados nos concelhos do Distrito de Castelo Branco foram os seguintes:

### Belmonte
| Partido                 | Partido                                  | Votos | %               | +/-   |
| ----------------------- | ---------------------------------------- | ----- | --------------- | ----- |
|                         | Partido Socialista                       | 1 034 | 44,55 / 100,00  | 0,32  |
|                         | Aliança Democrática (PPD/PSD-CDS-PP-PPM) | 571   | 24,60 / 100,00  | 5,13  |
|                         | CHEGA                                    | 232   | 10,00 / 100,00  | -     |
|                         | Iniciativa Liberal                       | 137   | 5,90 / 100,00   | 5,46  |
|                         | Bloco de Esquerda                        | 98    | 4,22 / 100,00   | 6,60  |
|                         | Coligação Democrática Unitária (PCP-PEV) | 80    | 3,45 / 100,00   | 2,68  |
|                         | LIVRE                                    | 51    | 2,20 / 100,00   | 1,30  |
|                         | Alternativa Democrática Nacional         | 24    | 1,03 / 100,00   | 0,37  |
|                         | Outros (com menos de 1,00%)              | 46    | 1,97 / 100,00   |       |
| Votos Inválidos         | Votos Inválidos                          | 48    | 2,06 / 100,00   | 5,15  |
| Total                   | Total                                    | 2 321 | 100,00 / 100,00 |       |
| Eleitorado/Participação | Eleitorado/Participação                  | 5 862 | 39,59 / 100,00  | 12,59 |

| Freguesia                   | %     | %     | %     | %    | %    | %    | %    | %    | Votantes |
| Freguesia                   | PS    | AD    | CH    | IL   | BE   | CDU  | L    | ADN  | Votantes |
| --------------------------- | ----- | ----- | ----- | ---- | ---- | ---- | ---- | ---- | -------- |
| Freguesia                   |       |       |       |      |      |      |      |      | Votantes |
| Belmonte e Colmeal da Torre | 45,00 | 24,92 | 9,09  | 6,74 | 4,62 | 3,64 | 2,05 | 0,98 | 1 320    |
| Caria                       | 43,13 | 23,42 | 11,95 | 5,82 | 3,72 | 3,23 | 2,10 | 1,13 | 619      |
| Inguias                     | 43,16 | 28,21 | 13,25 | 3,85 | 3,85 | 3,42 | 0    | 0,85 | 234      |
| Maçainhas                   | 48,65 | 20,95 | 4,73  | 2,03 | 3,38 | 2,70 | 7,43 | 1,35 | 148      |
| Belmonte                    | 44,55 | 24,60 | 10,00 | 5,90 | 4,22 | 3,45 | 2,20 | 1,03 | 2 321    |

### Castelo Branco
| Partido                 | Partido                                  | Votos  | %               | +/-  |
| ----------------------- | ---------------------------------------- | ------ | --------------- | ---- |
|                         | Partido Socialista                       | 7 365  | 35,37 / 100,00  | 3,10 |
|                         | Aliança Democrática (PPD/PSD-CDS-PP-PPM) | 5 897  | 28,32 / 100,00  | 3,94 |
|                         | CHEGA                                    | 2 803  | 13,46 / 100,00  | -    |
|                         | Iniciativa Liberal                       | 1 552  | 7,45 / 100,00   | 6,83 |
|                         | Bloco de Esquerda                        | 845    | 4,06 / 100,00   | 6,11 |
|                         | LIVRE                                    | 617    | 2,96 / 100,00   | 1,31 |
|                         | Coligação Democrática Unitária (PCP-PEV) | 570    | 2,74 / 100,00   | 1,46 |
|                         | Alternativa Democrática Nacional         | 280    | 1,34 / 100,00   | 0,96 |
|                         | Outros (com menos de 1,00%)              | 432    | 2,06 / 100,00   |      |
| Votos Inválidos         | Votos Inválidos                          | 462    | 2,21 / 100,00   | 5,30 |
| Total                   | Total                                    | 20 823 | 100,00 / 100,00 |      |
| Eleitorado/Participação | Eleitorado/Participação                  | 48 027 | 43,36 / 100,00  | 8,61 |

| Freguesia                        | %     | %     | %     | %    | %    | %    | %     | %    | Votantes |
| Freguesia                        | PS    | AD    | CH    | IL   | BE   | L    | CDU   | ADN  | Votantes |
| -------------------------------- | ----- | ----- | ----- | ---- | ---- | ---- | ----- | ---- | -------- |
| Freguesia                        |       |       |       |      |      |      |       |      | Votantes |
| Alcains                          | 35,95 | 25,92 | 14,32 | 7,79 | 3,69 | 3,02 | 2,54  | 0,85 | 1 655    |
| Almaceda                         | 40,95 | 27,62 | 10,79 | 5,40 | 4,13 | 3,17 | 3,17  | 0,95 | 315      |
| Benquerenças                     | 40,53 | 27,11 | 8,68  | 7,89 | 5,00 | 2,11 | 0,79  | 1,32 | 380      |
| Castelo Branco                   | 31,15 | 30,40 | 13,97 | 8,87 | 4,49 | 3,41 | 2,75  | 1,20 | 11 918   |
| Cebolais de Cima e Retaxo        | 41,70 | 19,26 | 12,29 | 5,07 | 4,82 | 2,53 | 6,34  | 1,65 | 789      |
| Escalos de Baixo e Mata          | 39,56 | 21,78 | 16,44 | 6,22 | 3,33 | 4,00 | 1,78  | 1,56 | 450      |
| Escalos de Cima e Lousa          | 54,13 | 19,73 | 9,61  | 4,55 | 2,36 | 2,19 | 2,53  | 1,52 | 593      |
| Freixial e Juncal do Campo       | 49,77 | 20,89 | 11,03 | 3,29 | 3,05 | 2,82 | 1,64  | 1,88 | 426      |
| Lardosa                          | 42,45 | 25,90 | 13,67 | 5,76 | 1,68 | 1,92 | 2,40  | 1,68 | 417      |
| Louriçal do Campo                | 51,22 | 23,58 | 9,76  | 5,69 | 1,63 | 0,81 | 1,22  | 1,63 | 246      |
| Malpica do Tejo                  | 46,72 | 12,54 | 15,10 | 2,56 | 3,99 | 1,71 | 11,40 | 1,99 | 351      |
| Monforte da Beira                | 51,83 | 20,73 | 11,59 | 4,27 | 4,88 | 1,83 | 1,22  | 1,22 | 164      |
| Ninho do Açor e Sobral do Campo  | 35,80 | 28,40 | 20,05 | 5,01 | 2,39 | 0,72 | 0,72  | 2,15 | 419      |
| Póvoa de Rio de Moinhos e Cafede | 39,68 | 24,94 | 12,93 | 6,35 | 3,63 | 4,08 | 1,81  | 1,13 | 441      |
| Salgueiro do Campo               | 44,21 | 24,39 | 10,67 | 4,88 | 4,27 | 2,74 | 1,83  | 0,91 | 328      |
| Santo André das Tojeiras         | 35,42 | 32,61 | 13,61 | 3,24 | 3,67 | 0,65 | 3,46  | 2,81 | 463      |
| São Vicente da Beira             | 39,55 | 32,58 | 8,54  | 3,31 | 5,05 | 1,57 | 1,92  | 2,26 | 574      |
| Sarzedas                         | 34,64 | 35,54 | 13,70 | 6,48 | 1,96 | 2,56 | 1,20  | 1,20 | 664      |
| Tinalhas                         | 39,57 | 31,30 | 11,74 | 6,09 | 2,17 | 0,87 | 0     | 3,04 | 230      |
| Castelo Branco                   | 35,37 | 28,32 | 13,46 | 7,45 | 4,06 | 2,96 | 2,74  | 1,34 | 20 823   |

### Covilhã
| Partido                 | Partido                                  | Votos  | %               | +/-  |
| ----------------------- | ---------------------------------------- | ------ | --------------- | ---- |
|                         | Partido Socialista                       | 8 431  | 43,47 / 100,00  | 1,32 |
|                         | Aliança Democrática (PPD/PSD-CDS-PP-PPM) | 4 471  | 23,05 / 100,00  | 4,21 |
|                         | CHEGA                                    | 1 464  | 7,55 / 100,00   | -    |
|                         | Iniciativa Liberal                       | 1 340  | 6,91 / 100,00   | 6,51 |
|                         | Bloco de Esquerda                        | 1 004  | 5,18 / 100,00   | 6,76 |
|                         | Coligação Democrática Unitária (PCP-PEV) | 960    | 4,95 / 100,00   | 3,38 |
|                         | LIVRE                                    | 674    | 3,47 / 100,00   | 2,29 |
|                         | Alternativa Democrática Nacional         | 239    | 1,23 / 100,00   | 0,79 |
|                         | Outros (com menos de 1,00%)              | 420    | 2,16 / 100,00   |      |
| Votos Inválidos         | Votos Inválidos                          | 419    | 2,16 / 100,00   | 4,92 |
| Total                   | Total                                    | 19 397 | 100,00 / 100,00 |      |
| Eleitorado/Participação | Eleitorado/Participação                  | 43 192 | 44,91 / 100,00  | 9,34 |

| Freguesia                        | %     | %     | %     | %    | %    | %     | %    | %    | Votantes |
| Freguesia                        | PS    | AD    | CH    | IL   | BE   | CDU   | L    | ADN  | Votantes |
| -------------------------------- | ----- | ----- | ----- | ---- | ---- | ----- | ---- | ---- | -------- |
| Freguesia                        |       |       |       |      |      |       |      |      | Votantes |
| Aldeia de São Francisco de Assis | 52,32 | 18,24 | 8,38  | 5,56 | 5,00 | 3,17  | 2,96 | 1,20 | 1 420    |
| Barco e Coutada                  | 42,42 | 27,76 | 8,23  | 3,60 | 8,74 | 0,26  | 2,06 | 3,34 | 389      |
| Boidobra                         | 39,82 | 23,48 | 9,05  | 8,41 | 5,29 | 5,77  | 3,21 | 1,44 | 1 248    |
| Cantar-Galo e Vila do Carvalho   | 57,89 | 13,69 | 8,54  | 3,57 | 5,84 | 4,97  | 1,66 | 0,61 | 1 147    |
| Casegas e Ourondo                | 43,57 | 21,43 | 7,14  | 2,50 | 3,57 | 10,00 | 2,86 | 1,43 | 280      |
| Cortes do Meio                   | 48,02 | 21,58 | 7,60  | 3,95 | 4,56 | 5,17  | 3,04 | 1,22 | 329      |
| Covilhã e Canhoso                | 39,78 | 24,75 | 5,81  | 9,14 | 5,89 | 4,55  | 4,77 | 1,06 | 7 983    |
| Dominguizo                       | 42,61 | 29,56 | 9,36  | 3,94 | 3,69 | 2,22  | 2,96 | 0,99 | 406      |
| Erada                            | 55,86 | 16,82 | 8,11  | 5,11 | 3,30 | 2,40  | 2,70 | 2,10 | 333      |
| Ferro                            | 40,04 | 24,48 | 9,54  | 7,05 | 6,85 | 2,28  | 3,32 | 0,83 | 482      |
| Orjais                           | 52,52 | 22,66 | 5,40  | 5,04 | 2,52 | 2,16  | 2,16 | 1,08 | 278      |
| Paul                             | 36,07 | 24,85 | 13,03 | 5,21 | 3,81 | 7,01  | 3,21 | 2,20 | 499      |
| Peraboa                          | 38,31 | 30,14 | 13,24 | 4,79 | 3,38 | 1,41  | 2,82 | 0,85 | 355      |
| Peso e Vales do Rio              | 45,77 | 26,76 | 7,75  | 4,58 | 2,82 | 2,29  | 2,29 | 2,29 | 568      |
| São Jorge da Beira               | 57,61 | 18,48 | 4,71  | 1,81 | 2,54 | 5,07  | 1,45 | 1,81 | 276      |
| Sobral de São Miguel             | 38,34 | 33,16 | 8,29  | 5,18 | 4,15 | 3,63  | 1,04 | 2,59 | 193      |
| Teixoso e Sarzedo                | 52,32 | 18,24 | 8,38  | 5,56 | 5,00 | 3,17  | 2,96 | 1,20 | 1 420    |
| Tortosendo                       | 39,96 | 22,73 | 8,18  | 7,03 | 4,77 | 10,64 | 2,74 | 0,87 | 2 077    |
| Unhais da Serra                  | 47,70 | 18,97 | 9,04  | 3,37 | 5,50 | 4,43  | 3,19 | 2,13 | 564      |
| Vale Formoso e Aldeia do Souto   | 50,00 | 21,26 | 10,24 | 4,33 | 2,36 | 3,94  | 0,79 | 0,79 | 254      |
| Verdelhos                        | 47,20 | 24,00 | 14,40 | 3,20 | 2,40 | 3,20  | 0    | 0    | 125      |
| Covilhã                          | 43,47 | 23,05 | 7,55  | 6,91 | 5,18 | 4,95  | 3,47 | 1,23 | 19 397   |

### Fundão
| Partido                 | Partido                                  | Votos  | %               | +/-   |
| ----------------------- | ---------------------------------------- | ------ | --------------- | ----- |
|                         | Partido Socialista                       | 4 581  | 39,46 / 100,00  | 0,71  |
|                         | Aliança Democrática (PPD/PSD-CDS-PP-PPM) | 3 219  | 27,73 / 100,00  | 4,40  |
|                         | CHEGA                                    | 1 259  | 10,85 / 100,00  | -     |
|                         | Iniciativa Liberal                       | 789    | 6,80 / 100,00   | 6,16  |
|                         | Bloco de Esquerda                        | 483    | 4,16 / 100,00   | 7,73  |
|                         | LIVRE                                    | 323    | 2,78 / 100,00   | 1,22  |
|                         | Coligação Democrática Unitária (PCP-PEV) | 287    | 2,47 / 100,00   | 1,25  |
|                         | Alternativa Democrática Nacional         | 165    | 1,42 / 100,00   | 1,02  |
|                         | Outros (com menos de 1,00%)              | 267    | 2,32 / 100,00   |       |
| Votos Inválidos         | Votos Inválidos                          | 235    | 2,02 / 100,00   | 6,46  |
| Total                   | Total                                    | 11 608 | 100,00 / 100,00 |       |
| Eleitorado/Participação | Eleitorado/Participação                  | 24 805 | 46,80 / 100,00  | 15,80 |

| Freguesia                           | %     | %     | %     | %    | %    | %    | %    | %    | Votantes |
| Freguesia                           | PS    | AD    | CH    | IL   | BE   | L    | CDU  | ADN  | Votantes |
| ----------------------------------- | ----- | ----- | ----- | ---- | ---- | ---- | ---- | ---- | -------- |
| Freguesia                           |       |       |       |      |      |      |      |      | Votantes |
| Alcaide                             | 45,49 | 25,49 | 8,63  | 2,35 | 3,92 | 1,57 | 7,45 | 1,57 | 255      |
| Alcaria                             | 39,66 | 27,01 | 9,73  | 4,87 | 7,06 | 2,92 | 2,43 | 1,95 | 411      |
| Alcongosta                          | 38,66 | 29,22 | 9,07  | 6,90 | 5,63 | 1,81 | 3,99 | 1,09 | 551      |
| Alpedrinha                          | 41,25 | 29,25 | 8,50  | 6,50 | 3,50 | 2,00 | 3,50 | 1,75 | 400      |
| Barroca                             | 49,32 | 30,59 | 5,94  | 1,83 | 0,91 | 1,83 | 0,91 | 3,20 | 219      |
| Bogas de Cima                       | 28,00 | 44,80 | 14,40 | 3,20 | 2,40 | 1,60 | 0    | 2,40 | 125      |
| Capinha                             | 43,14 | 26,14 | 14,38 | 5,23 | 1,31 | 3,92 | 1,96 | 1,31 | 153      |
| Castelejo                           | 31,66 | 30,41 | 18,18 | 2,82 | 3,76 | 2,51 | 2,82 | 1,88 | 319      |
| Castelo Novo                        | 31,49 | 33,62 | 9,79  | 9,36 | 3,40 | 4,68 | 5,11 | 0,43 | 235      |
| Enxames                             | 45,93 | 21,51 | 14,53 | 4,65 | 2,33 | 1,74 | 0,58 | 1,16 | 172      |
| Fatela                              | 52,78 | 13,19 | 13,19 | 4,86 | 5,56 | 2,08 | 2,08 | 1,39 | 144      |
| Fundão                              | 37,70 | 27,34 | 9,72  | 8,90 | 5,12 | 3,62 | 2,34 | 1,07 | 5 249    |
| Janeiro de Cima e Bogas de Baixo    | 37,12 | 35,28 | 9,82  | 5,52 | 0,92 | 2,45 | 2,15 | 2,76 | 326      |
| Lavacolhos                          | 57,98 | 15,97 | 7,56  | 2,52 | 2,52 | 0    | 5,88 | 1,68 | 119      |
| Orca                                | 42,49 | 29,53 | 11,66 | 2,33 | 3,37 | 1,04 | 1,81 | 2,59 | 386      |
| Pero Viseu                          | 37,91 | 29,86 | 13,74 | 6,64 | 1,90 | 2,37 | 2,37 | 1,90 | 211      |
| Póvoa de Atalaia e Atalaia do Campo | 39,58 | 33,33 | 12,76 | 2,86 | 3,39 | 1,30 | 1,82 | 0,78 | 384      |
| Silvares                            | 54,03 | 22,09 | 9,25  | 5,97 | 2,09 | 1,79 | 1,19 | 0    | 335      |
| Soalheira                           | 32,10 | 31,79 | 14,20 | 8,95 | 2,47 | 3,40 | 3,09 | 2,47 | 324      |
| Souto da Casa                       | 35,21 | 31,95 | 11,54 | 4,73 | 4,14 | 2,96 | 1,78 | 0,89 | 338      |
| Telhado                             | 47,39 | 15,26 | 18,07 | 3,21 | 6,43 | 2,41 | 0,40 | 2,81 | 249      |
| Três Povos                          | 42,73 | 25,29 | 12,79 | 6,98 | 0,58 | 1,45 | 2,03 | 2,03 | 344      |
| Vale de Prazeres e Mata da Rainha   | 42,06 | 23,96 | 15,60 | 5,01 | 2,23 | 1,67 | 1,11 | 2,23 | 359      |
| Fundão                              | 39,46 | 27,73 | 10,85 | 6,80 | 4,16 | 2,78 | 2,47 | 1,42 | 11 608   |

### Idanha-a-Nova
| Partido                 | Partido                                  | Votos | %               | +/-   |
| ----------------------- | ---------------------------------------- | ----- | --------------- | ----- |
|                         | Partido Socialista                       | 1 773 | 41,52 / 100,00  | 9,29  |
|                         | Aliança Democrática (PPD/PSD-CDS-PP-PPM) | 1 064 | 24,92 / 100,00  | 2,91  |
|                         | CHEGA                                    | 535   | 12,53 / 100,00  | -     |
|                         | Iniciativa Liberal                       | 200   | 4,68 / 100,00   | 4,37  |
|                         | Coligação Democrática Unitária (PCP-PEV) | 159   | 3,72 / 100,00   | 1,14  |
|                         | Bloco de Esquerda                        | 154   | 3,61 / 100,00   | 2,21  |
|                         | LIVRE                                    | 112   | 2,62 / 100,00   | 1,39  |
|                         | Alternativa Democrática Nacional         | 72    | 1,69 / 100,00   | 1,00  |
|                         | Outros (com menos de 1,00%)              | 94    | 2,21 / 100,00   |       |
| Votos Inválidos         | Votos Inválidos                          | 107   | 2,51 / 100,00   | 4,39  |
| Total                   | Total                                    | 4 270 | 100,00 / 100,00 |       |
| Eleitorado/Participação | Eleitorado/Participação                  | 7 631 | 55,96 / 100,00  | 24,51 |

| Freguesia                           | %     | %     | %     | %    | %    | %    | %    | %    | Votantes |
| Freguesia                           | PS    | AD    | CH    | IL   | CDU  | BE   | L    | ADN  | Votantes |
| ----------------------------------- | ----- | ----- | ----- | ---- | ---- | ---- | ---- | ---- | -------- |
| Freguesia                           |       |       |       |      |      |      |      |      | Votantes |
| Aldeia de Santa Margarida           | 42,59 | 29,01 | 9,88  | 4,32 | 1,85 | 3,09 | 2,47 | 2,47 | 162      |
| Idanha-a-Nova e Alcafozes           | 38,26 | 26,61 | 12,29 | 6,24 | 4,40 | 3,67 | 2,39 | 1,10 | 1 090    |
| Ladoeiro                            | 37,47 | 26,76 | 15,09 | 3,65 | 2,92 | 4,14 | 1,46 | 3,41 | 411      |
| Medelim                             | 44,85 | 24,74 | 7,22  | 2,06 | 3,09 | 5,15 | 4,64 | 1,03 | 194      |
| Monfortinho e Salvaterra do Extremo | 27,93 | 32,96 | 18,99 | 5,31 | 4,19 | 2,79 | 2,79 | 0,28 | 358      |
| Monsanto e Idanha-a-Velha           | 52,17 | 14,07 | 8,95  | 6,39 | 2,81 | 5,12 | 3,32 | 0,26 | 391      |
| Oledo                               | 43,24 | 23,65 | 8,78  | 2,03 | 8,11 | 5,41 | 1,35 | 2,03 | 148      |
| Penha Garcia                        | 46,29 | 26,86 | 8,86  | 4,00 | 1,71 | 3,43 | 2,86 | 2,29 | 350      |
| Proença-a-Velha                     | 40,38 | 28,85 | 7,69  | 6,73 | 6,73 | 3,85 | 0,96 | 2,88 | 104      |
| Rosmaninhal                         | 41,75 | 20,87 | 19,90 | 5,34 | 2,43 | 1,94 | 3,40 | 2,91 | 206      |
| São Miguel de Acha                  | 40,68 | 28,47 | 9,49  | 4,75 | 4,07 | 2,37 | 4,07 | 1,69 | 295      |
| Toulões                             | 46,45 | 21,94 | 14,19 | 0,65 | 1,94 | 4,52 | 3,23 | 2,58 | 155      |
| Zebreira e Segura                   | 48,28 | 18,72 | 15,52 | 2,96 | 4,68 | 2,46 | 1,72 | 2,46 | 406      |
| Idanha-a-Nova                       | 41,52 | 24,92 | 12,53 | 4,68 | 3,72 | 3,61 | 2,62 | 1,69 | 4 270    |

### Oleiros
| Partido                 | Partido                                  | Votos | %               | +/-   |
| ----------------------- | ---------------------------------------- | ----- | --------------- | ----- |
|                         | Aliança Democrática (PPD/PSD-CDS-PP-PPM) | 1 201 | 41,89 / 100,00  | 8,52  |
|                         | Partido Socialista                       | 865   | 30,17 / 100,00  | 5,35  |
|                         | CHEGA                                    | 256   | 8,93 / 100,00   | -     |
|                         | Iniciativa Liberal                       | 155   | 5,41 / 100,00   | 5,02  |
|                         | Alternativa Democrática Nacional         | 71    | 2,48 / 100,00   | 1,94  |
|                         | Bloco de Esquerda                        | 67    | 2,34 / 100,00   | 2,16  |
|                         | LIVRE                                    | 54    | 1,88 / 100,00   | 1,54  |
|                         | Coligação Democrática Unitária (PCP-PEV) | 41    | 1,43 / 100,00   | 0,45  |
|                         | Outros (com menos de 1,00%)              | 65    | 2,26 / 100,00   |       |
| Votos Inválidos         | Votos Inválidos                          | 92    | 3,21 / 100,00   | 7,55  |
| Total                   | Total                                    | 2 867 | 100,00 / 100,00 |       |
| Eleitorado/Participação | Eleitorado/Participação                  | 4 449 | 64,44 / 100,00  | 22,35 |

| Freguesia                | %     | %     | %     | %    | %    | %    | %    | %    | Votantes |
| Freguesia                | AD    | PS    | CH    | IL   | ADN  | BE   | L    | CDU  | Votantes |
| ------------------------ | ----- | ----- | ----- | ---- | ---- | ---- | ---- | ---- | -------- |
| Freguesia                |       |       |       |      |      |      |      |      | Votantes |
| Álvaro                   | 55,08 | 24,58 | 6,78  | 4,24 | 0    | 1,69 | 1,69 | 0,85 | 118      |
| Cambas                   | 41,94 | 34,19 | 5,16  | 4,52 | 2,58 | 2,58 | 4,52 | 1,94 | 155      |
| Estreito - Vilar Barroco | 47,25 | 27,25 | 10,39 | 3,53 | 1,57 | 2,55 | 1,18 | 0,78 | 510      |
| Isna                     | 42,00 | 30,00 | 3,00  | 5,00 | 6,00 | 1,00 | 4,00 | 1,00 | 100      |
| Madeirã                  | 31,43 | 42,86 | 7,62  | 7,62 | 0    | 1,90 | 0,95 | 2,86 | 105      |
| Mosteiro                 | 43,33 | 27,78 | 6,67  | 7,22 | 1,67 | 2,78 | 3,89 | 0,56 | 180      |
| Oleiros - Amieira        | 40,87 | 28,56 | 10,13 | 6,95 | 2,68 | 2,51 | 1,59 | 1,59 | 1 194    |
| Orvalho                  | 32,37 | 40,65 | 8,99  | 3,96 | 2,88 | 1,44 | 1,08 | 3,24 | 278      |
| Sarnadas de São Simão    | 34,71 | 31,40 | 10,74 | 2,48 | 3,31 | 3,31 | 4,13 | 0    | 121      |
| Sobral                   | 53,77 | 25,47 | 4,72  | 1,89 | 5,66 | 1,89 | 0    | 0    | 106      |
| Oleiros                  | 41,89 | 30,17 | 8,93  | 5,41 | 2,48 | 2,34 | 1,88 | 1,43 | 2 867    |

### Penamacor
| Partido                 | Partido                                  | Votos | %               | +/-   |
| ----------------------- | ---------------------------------------- | ----- | --------------- | ----- |
|                         | Partido Socialista                       | 914   | 39,18 / 100,00  | 5,78  |
|                         | Aliança Democrática (PPD/PSD-CDS-PP-PPM) | 729   | 31,25 / 100,00  | 4,85  |
|                         | CHEGA                                    | 279   | 11,96 / 100,00  | -     |
|                         | Iniciativa Liberal                       | 119   | 5,10 / 100,00   | 4,88  |
|                         | Bloco de Esquerda                        | 65    | 2,79 / 100,00   | 5,63  |
|                         | LIVRE                                    | 55    | 2,36 / 100,00   | 1,64  |
|                         | Coligação Democrática Unitária (PCP-PEV) | 42    | 1,80 / 100,00   | 1,58  |
|                         | Alternativa Democrática Nacional         | 40    | 1,71 / 100,00   | 1,06  |
|                         | Outros (com menos de 1,00%)              | 48    | 2,06 / 100,00   |       |
| Votos Inválidos         | Votos Inválidos                          | 42    | 1,80 / 100,00   | 5,47  |
| Total                   | Total                                    | 2 333 | 100,00 / 100,00 |       |
| Eleitorado/Participação | Eleitorado/Participação                  | 4 041 | 57,73 / 100,00  | 27,01 |

| Freguesia                                     | %     | %     | %     | %    | %    | %    | %    | %    | Votantes |
| Freguesia                                     | PS    | AD    | CH    | IL   | BE   | L    | CDU  | ADN  | Votantes |
| --------------------------------------------- | ----- | ----- | ----- | ---- | ---- | ---- | ---- | ---- | -------- |
| Freguesia                                     |       |       |       |      |      |      |      |      | Votantes |
| Aldeia do Bispo, Águas e Aldeia de João Pires | 39,73 | 31,31 | 11,74 | 4,31 | 3,91 | 1,57 | 2,15 | 1,37 | 511      |
| Aranhas                                       | 29,53 | 27,52 | 23,49 | 6,71 | 2,01 | 1,34 | 0,67 | 1,34 | 149      |
| Benquerença                                   | 43,55 | 25,81 | 12,50 | 8,47 | 1,61 | 2,42 | 1,21 | 1,21 | 248      |
| Meimão                                        | 54,10 | 36,07 | 1,64  | 2,46 | 0,82 | 1,64 | 0    | 0    | 122      |
| Meimoa                                        | 39,01 | 26,37 | 12,09 | 5,49 | 3,30 | 7,14 | 2,75 | 1,10 | 182      |
| Pedrógão de São Pedro e Bemposta              | 38,38 | 32,04 | 8,45  | 1,76 | 4,23 | 3,52 | 2,82 | 5,63 | 284      |
| Penamacor                                     | 36,42 | 36,80 | 8,67  | 6,74 | 3,08 | 1,54 | 1,35 | 0,96 | 519      |
| Salvador                                      | 34,46 | 27,70 | 21,62 | 3,38 | 2,03 | 1,35 | 3,38 | 2,70 | 148      |
| Vale da Senhora da Póvoa                      | 42,94 | 28,82 | 16,47 | 4,71 | 1,18 | 1,18 | 1,18 | 0,59 | 170      |
| Penamacor                                     | 39,18 | 31,25 | 11,96 | 5,10 | 2,79 | 2,36 | 1,80 | 1,71 | 2 333    |

### Proença-a-Nova
| Partido                 | Partido                                  | Votos | %               | +/-   |
| ----------------------- | ---------------------------------------- | ----- | --------------- | ----- |
|                         | Aliança Democrática (PPD/PSD-CDS-PP-PPM) | 1 701 | 40,28 / 100,00  | 2,16  |
|                         | Partido Socialista                       | 1 393 | 32,99 / 100,00  | 4,98  |
|                         | CHEGA                                    | 376   | 8,90 / 100,00   | -     |
|                         | Iniciativa Liberal                       | 235   | 5,56 / 100,00   | 5,18  |
|                         | Alternativa Democrática Nacional         | 104   | 2,46 / 100,00   | 2,11  |
|                         | Bloco de Esquerda                        | 86    | 2,04 / 100,00   | 3,90  |
|                         | LIVRE                                    | 76    | 1,80 / 100,00   | 1,14  |
|                         | Coligação Democrática Unitária (PCP-PEV) | 72    | 1,70 / 100,00   | 0,31  |
|                         | Outros (com menos de 1,00%)              | 78    | 1,85 / 100,00   |       |
| Votos Inválidos         | Votos Inválidos                          | 102   | 2,42 / 100,00   | 5,98  |
| Total                   | Total                                    | 4 223 | 100,00 / 100,00 |       |
| Eleitorado/Participação | Eleitorado/Participação                  | 6 621 | 63,78 / 100,00  | 23,38 |

| Freguesia                          | %     | %     | %     | %    | %    | %    | %    | %    | Votantes |
| Freguesia                          | AD    | PS    | CH    | IL   | ADN  | BE   | L    | CDU  | Votantes |
| ---------------------------------- | ----- | ----- | ----- | ---- | ---- | ---- | ---- | ---- | -------- |
| Freguesia                          |       |       |       |      |      |      |      |      | Votantes |
| Montes da Senhora                  | 39,31 | 33,81 | 13,44 | 5,09 | 1,02 | 2,04 | 1,22 | 2,04 | 491      |
| Proença-a-Nova e Peral             | 40,96 | 31,14 | 8,52  | 6,14 | 2,38 | 1,90 | 2,25 | 1,73 | 2 312    |
| São Pedro do Esteval               | 36,36 | 40,07 | 8,08  | 4,38 | 3,37 | 1,35 | 1,35 | 0,34 | 297      |
| Sobreira Formosa e Alvito da Beira | 40,34 | 34,55 | 7,93  | 4,90 | 3,03 | 2,49 | 1,25 | 1,87 | 1 123    |
| Proença-a-Nova                     | 40,28 | 32,29 | 8,90  | 5,56 | 2,46 | 2,04 | 1,80 | 1,70 | 4 223    |

### Sertã
| Partido                 | Partido                                  | Votos  | %               | +/-   |
| ----------------------- | ---------------------------------------- | ------ | --------------- | ----- |
|                         | Aliança Democrática (PPD/PSD-CDS-PP-PPM) | 2 876  | 38,84 / 100,00  | 4,72  |
|                         | Partido Socialista                       | 2 374  | 32,06 / 100,00  | 2,94  |
|                         | CHEGA                                    | 788    | 10,64 / 100,00  | -     |
|                         | Iniciativa Liberal                       | 394    | 5,32 / 100,00   | 4,93  |
|                         | Bloco de Esquerda                        | 187    | 2,53 / 100,00   | 3,10  |
|                         | LIVRE                                    | 172    | 2,32 / 100,00   | 1,13  |
|                         | Alternativa Democrática Nacional         | 142    | 1,92 / 100,00   | 1,35  |
|                         | Coligação Democrática Unitária (PCP-PEV) | 118    | 1,59 / 100,00   | 0,01  |
|                         | Outros (com menos de 1,00%)              | 142    | 1,92 / 100,00   |       |
| Votos Inválidos         | Votos Inválidos                          | 212    | 2,86 / 100,00   | 6,88  |
| Total                   | Total                                    | 7 405  | 100,00 / 100,00 |       |
| Eleitorado/Participação | Eleitorado/Participação                  | 13 195 | 56,12 / 100,00  | 19,82 |

| Freguesia                                 | %     | %     | %     | %    | %    | %    | %    | %    | Votantes |
| Freguesia                                 | AD    | PS    | CH    | IL   | BE   | L    | ADN  | CDU  | Votantes |
| ----------------------------------------- | ----- | ----- | ----- | ---- | ---- | ---- | ---- | ---- | -------- |
| Freguesia                                 |       |       |       |      |      |      |      |      | Votantes |
| Cabeçudo                                  | 34,18 | 39,56 | 10,44 | 4,11 | 2,85 | 0,63 | 2,53 | 1,27 | 316      |
| Carvalhal                                 | 31,86 | 39,82 | 12,39 | 2,65 | 0    | 1,77 | 3,10 | 2,21 | 226      |
| Castelo                                   | 39,61 | 37,68 | 10,39 | 3,62 | 3,14 | 0,97 | 0,24 | 1,21 | 414      |
| Cernache do Bonjardim, Nesperal e Palhais | 35,72 | 31,32 | 11,68 | 5,59 | 3,10 | 2,37 | 1,75 | 1,81 | 1 772    |
| Cumeada e Marmeleiro                      | 40,43 | 31,45 | 10,16 | 2,73 | 3,52 | 1,56 | 3,32 | 2,34 | 512      |
| Ermida e Figueiredo                       | 56,83 | 22,14 | 10,70 | 2,95 | 1,48 | 1,11 | 2,21 | 0,74 | 271      |
| Pedrógão Pequeno                          | 36,88 | 36,10 | 8,05  | 7,53 | 2,60 | 3,12 | 1,30 | 0,78 | 385      |
| Sertã                                     | 38,07 | 31,85 | 10,69 | 6,39 | 2,45 | 2,84 | 1,78 | 1,63 | 2 816    |
| Troviscal                                 | 44,55 | 27,41 | 10,90 | 3,12 | 2,18 | 1,56 | 3,43 | 1,25 | 321      |
| Várzea dos Cavaleiros                     | 48,66 | 27,69 | 7,80  | 5,38 | 0,54 | 3,23 | 1,61 | 1,34 | 372      |
| Sertã                                     | 38,84 | 32,06 | 10,64 | 5,32 | 2,53 | 2,32 | 1,92 | 1,59 | 7 405    |

### Vila de Rei
| Partido                 | Partido                                  | Votos | %               | +/-   |
| ----------------------- | ---------------------------------------- | ----- | --------------- | ----- |
|                         | Aliança Democrática (PPD/PSD-CDS-PP-PPM) | 1 075 | 45,61 / 100,00  | 4,56  |
|                         | Partido Socialista                       | 545   | 23,12 / 100,00  | 2,70  |
|                         | CHEGA                                    | 226   | 9,59 / 100,00   | -     |
|                         | Iniciativa Liberal                       | 149   | 6,32 / 100,00   | 5,78  |
|                         | Alternativa Democrática Nacional         | 67    | 2,84 / 100,00   | 2,44  |
|                         | LIVRE                                    | 61    | 2,59 / 100,00   | 1,65  |
|                         | Bloco de Esquerda                        | 55    | 2,33 / 100,00   | 1,90  |
|                         | Coligação Democrática Unitária (PCP-PEV) | 38    | 1,61 / 100,00   | 0,34  |
|                         | Pessoas–Animais–Natureza                 | 27    | 1,15 / 100,00   | 2,68  |
|                         | Outros (com menos de 1,00%)              | 32    | 1,36 / 100,00   |       |
| Votos Inválidos         | Votos Inválidos                          | 82    | 3,48 / 100,00   | 9,01  |
| Total                   | Total                                    | 2 357 | 100,00 / 100,00 |       |
| Eleitorado/Participação | Eleitorado/Participação                  | 2 740 | 86,02 / 100,00  | 31,99 |

| Freguesia        | %     | %     | %     | %    | %    | %    | %    | %    | %    | Votantes |
| Freguesia        | AD    | PS    | CH    | IL   | ADN  | L    | BE   | CDU  | PAN  | Votantes |
| ---------------- | ----- | ----- | ----- | ---- | ---- | ---- | ---- | ---- | ---- | -------- |
| Freguesia        |       |       |       |      |      |      |      |      |      | Votantes |
| Fundada          | 50,44 | 22,71 | 7,64  | 5,46 | 3,06 | 1,53 | 2,84 | 2,62 | 0,22 | 458      |
| São João do Peso | 44,25 | 18,58 | 15,04 | 4,42 | 1,77 | 2,65 | 0,88 | 2,65 | 2,65 | 113      |
| Vila de Rei      | 44,46 | 23,52 | 9,74  | 6,66 | 2,86 | 2,86 | 2,30 | 1,29 | 1,29 | 1 786    |
| Vila de Rei      | 45,61 | 23,12 | 9,59  | 6,32 | 2,84 | 2,59 | 2,33 | 1,61 | 1,15 | 2 357    |

### Vila Velha de Ródão
| Partido                 | Partido                                  | Votos | %               | +/-   |
| ----------------------- | ---------------------------------------- | ----- | --------------- | ----- |
|                         | Partido Socialista                       | 769   | 48,27 / 100,00  | 4,85  |
|                         | Aliança Democrática (PPD/PSD-CDS-PP-PPM) | 370   | 23,23 / 100,00  | 1,85  |
|                         | CHEGA                                    | 159   | 9,98 / 100,00   | -     |
|                         | Iniciativa Liberal                       | 72    | 4,52 / 100,00   | 4,24  |
|                         | Bloco de Esquerda                        | 69    | 4,33 / 100,00   | 3,01  |
|                         | Coligação Democrática Unitária (PCP-PEV) | 47    | 2,95 / 100,00   | 1,91  |
|                         | LIVRE                                    | 27    | 1,69 / 100,00   | 1,14  |
|                         | Alternativa Democrática Nacional         | 17    | 1,07 / 100,00   | 0,61  |
|                         | Outros (com menos de 1,00%)              | 30    | 1,89 / 100,00   |       |
| Votos Inválidos         | Votos Inválidos                          | 33    | 2,07 / 100,00   | 3,80  |
| Total                   | Total                                    | 1 593 | 100,00 / 100,00 |       |
| Eleitorado/Participação | Eleitorado/Participação                  | 2 758 | 57,76 / 100,00  | 19,24 |

| Freguesia           | %     | %     | %     | %    | %    | %    | %    | %    | Votantes |
| Freguesia           | PS    | AD    | CH    | IL   | BE   | CDU  | L    | ADN  | Votantes |
| ------------------- | ----- | ----- | ----- | ---- | ---- | ---- | ---- | ---- | -------- |
| Freguesia           |       |       |       |      |      |      |      |      | Votantes |
| Fratel              | 53,24 | 21,76 | 6,18  | 3,53 | 4,71 | 3,24 | 3,24 | 0,88 | 340      |
| Perais              | 47,31 | 26,34 | 13,44 | 3,76 | 1,08 | 2,15 | 1,08 | 0    | 186      |
| Sarnadas de Ródão   | 41,81 | 29,62 | 12,20 | 5,57 | 4,88 | 0,35 | 0,70 | 1,05 | 287      |
| Vila Velha de Ródão | 48,72 | 20,77 | 10,00 | 4,74 | 4,74 | 3,97 | 1,54 | 1,41 | 780      |
| Vila Velha de Ródão | 48,27 | 23,23 | 9,98  | 4,52 | 4,33 | 2,95 | 1,69 | 1,07 | 1 593    |